# Rhododendron multinervium
Rhododendron multinervium är en ljungväxtart som beskrevs av Herman Otto Sleumer. Rhododendron multinervium ingår i släktet rododendron, och familjen ljungväxter. Inga underarter finns listade i Catalogue of Life.